# A Simpson család (25. évad)
A Simpson család 25. évadát 2013. szeptember 29. és 2014. május 18. között sugározták a Fox csatornán. A műsor készítői Matt Groening, James L. Brooks, és Sam Simon.

## Epizódok
| # | Bemutatás            | Prod. Kód | Cím                            |
| --- | -------------------- | --------- | ------------------------------ |
| 531–2501 | 2013. szeptember 29. | RABF20    | Homerland: A belső ellentét    |
| Miután részt vett az atomerőműben megkötött egyezségben Homer személyisége teljes egészében megváltozik. Lisa egy lobbanékony FBI-ügynök segítségével kezd nyomozni a dolog után. - Kevin Michael Richardson és Kristen Wiig vendégszereplésével |                      |           |                                |
| 532–2502 | 2013. október 6.     | RABF16    | Rémségek Simpson háza 24       |
| A Guillermo del Torro által készített nyitány után az alábbi történetek jelennek meg: 1. Oh, the Places You'll D'oh!: A Dr. Seuss meséit parodizáló történetben Homer rímekben beszélve biciklizi körbe Springfieldet az elrabolt Barttal, Lisával és Maggie-vel. 2. Dead and Shoulders: Bart sárkányreptetés közben balesetet szenved, ami miatt leesik a feje. Az orvosok Bart fejét Lisa testére rakják vissza, aminek egyik testvér se örül igazán. 3. Freaks, No Geeks: Az 1930-as években Springfieldbe érkezik Mr. Burns vándorcirkusza, ahol a légtornász Marge és az erőművész Homer is dolgozik. Homer feleségül akarja venni Marge-ot, ám megjelenik a torzszülött Moe, aki udvarolni kezd Marge-nak. |                      |           |                                |
| 533–2503 | 2013. november 3.    | RABF18    | Négy hiba és egy temetés       |
| Egy kedves springfieldi temetésén a város négy lakosa visszagondol egy-egy elkövetett hibájára. Homer arra, amikor eladta az Apple részvényeit egy bowling golyóért; Marge arra, hogy szerinte miatta vált Bart lázadó személyiségűvé; Mr. Burn a párizsi románcára; Kent Brockman pedig arra, hogy nem ment át a kábeltévéhez. - Rachel Maddow és Joe Namath vendégszereplésével |                      |           |                                |
| 534–2504 | 2013. november 10.   | RABF22    | YOLO                           |
| Marge az "egyszer-élünk" mentalitást próbálja Homérra erőltetni, aki emiatt meghívja vendégségbe régóta ismert levelezőtársát és elkezdi teljesíteni a 10 évesen írt bakancslistája pontjait. Ezalatt Lisa az iskolájában bevezet egy új becsületkódexet - Jon Lovitz vendégszereplésével |                      |           |                                |
| 535–2505 | 2013. november 17.   | RABF19    | Szülési fájdalmak              |
| Homer épp egy liftben utazik egy Gretchen nevű nővel, amikor a nőnél beindul a szülés, amit nagy nehezen le is vezet. A nő hálából róla nevezi el a gyereket, akihez Homer elkezd kötődni, ezalatt Lisa pedig bekerül a focicsapat pompomlányai közé. - Elisabeth Moss vendégszereplésével |                      |           |                                |
| 536–2506 | 2013. november 24.   | SABF02    | A gyerek jól van               |
| Lisa összebarátkozik egy új lánnyal, Isabel Gutierrezzel. A lányról azonban kiderül, hogy republikánus, ráadásul az iskola diákképviselő-választásán is indul, Lisa ellenében - Anderson Cooper, Maurice LaMarche, Eva Longoria vendégszereplésével |                      |           |                                |
| 537–2507 | 2013. december 8.    | SABF04    | Csalóka vizeken                |
| Az iskola legjobban viselkedő diákjának Sintér igazgató azt a nyereményt adja, hogy felszállhat egy igazi tengeralattjáróra, ezért Bart igyekszik jó diákká válni. Ezalatt Ropi bohóc anyagi pácba került, Lisa pedig azzal próbálja kihúzni onnan, hogy eladatja vele a műsora külföldi sugárzási jogait. - Kevin Michael Richardson vendégszereplésével |                      |           |                                |
| 538–2508 | 2013. december 15.   | SABF01    | Fehér karácsonyi blues         |
| Az atomerőmű szivárgása miatt Springfieldet elárasztja a hó, ami hatására a helyet elözönlik a turisták, a boltok pedig megnövelik áraikat. Marge a helyzet miatt vendégházzá alakítja az otthonukat. |                      |           |                                |
| 539–2509 | 2014. január 5.      | SABF05    | Kalózverzió                    |
| Homernak elege lesz a mozik gyenge minőségéből, ezért Barttal közösen elkezdenek illegálisan letölteni filmeket. Egy ideig remekül működik a dolog, ám végül Homeren rajtaüt a rendőrség a kalózkodás miatt. - Judd Apatow, Will Arnett, Rob Halford, Leslie Mann, Kevin Michael Richardson, Seth Rogen Paul Rudd és Channing Tatum vendégszereplésével |                      |           |                                |
| 540–2510 | 2014. január 12.     | SABF03    | Férjem, a paca                 |
| Képregényes fickó úgy érzi, hogy a gyűjteményes semmit sem ér ha nem oszthatja meg valakivel. Nemsokára elkezd randizni egy Kumiko nevű mangarajzolóval, amihez Homertól kér tanácsokat. - Harlan Ellison, Maurice LaMarche és Stan Lee vendégszereplésével |                      |           |                                |
| 541–2511 | 2014. január 26.     | SABF06    | Szemüvegesek                   |
| Mr. Burns az összes dolgozójának csúcstechnológiás szemüveget ad, amikkel kémkedhet utánuk, ám Homer Marge-nak adja a sajátját, így pedig tudomást szerez arról, hogy a nő házassági tanácsadóhoz jár. Ezalatt Bart nem akar Nelsonnak Valentin napi képeslapot készíteni, ezért Nelson megfenyegeti: vagy megveszi neki a tökéletes Valentin napi ajándékot, vagy az iskola elektromos ceruzahegyezőjével intézi őt el. - Maurice LaMarche és Will Lyman vendégszereplésével |                      |           |                                |
| 542–2512 | 2014. március 9.     | SABF08    | Diggs                          |
| Bart összebarátkozik az iskola új diákjával, Diggs-szel, aki a solymászatot űzi és aki megmenti a fiút egy iskolai zaklatás közben. Ám kiderül, hogy Diggs nem csupán rajong a sólymokért, hanem velük együtt akar szállni. - Daniel Radcliffe vendégszereplésével |                      |           |                                |
| 543–2513 | 2014. március 9.     | SABF07    | Az ember, aki túl magasra tört |
| Lisa egy tanulmányi kirándulás során rájön, hogy Balfék Bob egy vegyészeti cég tudományos főtanácsadója lett, ám az is kiderül, hogy mindketten rajonganak a magaskultúráért, ezért beleszeret. Eközben Marge az egészséges szexuális életről próbál előadást tartani egy hittancsoport tagjainak. - Kelsey Grammer vendégszereplésével |                      |           |                                |
| 544–2514 | 2014. március 16.    | SABF09    | Az élete telén                 |
| Miután egy egészségügyi szabálysértés miatt bezárják az idősek otthonát, Marge befogadja a házba Nagyapit és két lakótársát, ám Homer elkezdi átvenni az életmódjukat. Eközben Bart a suliban megpróbálja védeni Nelsont, aki használt alsóneműket szokott hordani. - Kevin Michael Richardson vendégszereplésével |                      |           |                                |
| 545–2515 | 2014. március 23.    | SABF10    | A háború művészete             |
| Lisa tengerimalaca tönkreteszi a nappaliban lévő képet, ezért Marge és Homer vesz egy újat 20 dollárért Van Houteréktől. Ám Lisa rájön, hogy a kép valójában egy híres XX. századi festő művel és 100 ezer dollárt is megérhet, ám Marge-ék nem tudják, hogy megosszák-e a pénzt Van Houterékkel, vagy a gyerekeknek adják. - Max von Sydow vendégszereplésével |                      |           |                                |
| 546–2516 | 2014. március 30.    | SABF11    | Bíróként élni                  |
| Az iskola versenyen bíráskodó Homer-t Lisa és a többiek olyan szintre magasztalják, hogy végül Homer lesz az egyik bíró a foci világbajnokságon. Miután Brazíliába utaznak, Homer szembetalálkozik egy dél-amerikai gengszterrel, aki focimeccseket szokott megbundázni. - Andrés Cantor vendégszereplésével |                      |           |                                |
| 547–2517 | 2014. április 6.     | SABF12    | Lucas                          |
| Lisa összejön Lucas Bortnerrel, az evőversenyek üdvöskéjével, ám Marge nem érzi a fiút lányához illőnek, ezért Homer segítségét kéri. Ezalatt Bart megszökteti Kígyót a börtönből, aki cserébe ajándékokat küldözget neki, mígnem Milhouse miatt újra lecsukják, így ismét meg kell szöktetnie őt. - Zach Galifianakis vendégszereplésével |                      |           |                                |
| 548–2518 | 2014. április 13.    | SABF13    | Eljövendő jövő napjai          |
| Az epizód a jövőben játszódik, ahol Homer-t folyamatosan újra klónozzák, míg végül már egy mesterséges intelligenciaként marad életben. Ezalatt Bart a gyermekei láthatásáért küzd, míg Milhouse-t megharapja egy zombi, emiatt viszont sokkal jobb férj lesz Lisa számára. - Amy Poehler vendégszereplésével |                      |           |                                |
| 549–2519 | 2014. április 27.    | SABF14    | Bart varázsa                   |
| Bart unja a rajzórákat, ezért egy wodoo babával próbál bosszút állni a tanáron, akit viszont véletlenül teherbe ejt ezzel. A sráchoz ezután elkezdenek járni a springfieldi párok, ám ekkor Hájas Tony-ék elrabolják őt és az apját, hogy egy versenylónak csináljanak kölyköt. - Tavi Gevinson és Joe Mantegna vendégszereplésével |                      |           |                                |
| 550–2520 | 2014. május 4.       | RABF21    | Kikockázva                     |
| Homer és Lisa végre közös programokra lel a Lego által, ám az apa túlzottan a Lego megszállottja lett, míg a lánya Az éhezők viadala film rajongójává válik. Homer-t aztán baleset éri, ami hatására egy olyan világban ébred, ahol minden és mindenki Legoból van. |                      |           |                                |
| 551–2521 | 2014. május 11.      | SABF15    | Haveri alapon                  |
| Miután Homer megsérti az új brit szomszédokat Marge úgy dönt, hogy nem barátkoznak többé házaspárokkal. Ám Lisa ezt látva szintén úgy dönt, hogy nem kellenek neki barátok, ezért Marge újragondolja a dolgot. - Carl Kasell John Oliver és Peter Sagal vendégszereplésével |                      |           |                                |
| 552–2522 | 2014. május 18.      | SABF18    | A sárga lap                    |
| Milhouse esélyes az iskolai futóverseny megnyerésére, ám Nelsonék megverik, Bart pedig szó nélkül futva tovább első helyezett lesz. Miközben a fiút a bűntudat gyötri, Homer próbálja a pénzügyi okok miatt eltörölt július 4-ei tűzijátékot megtartattni, mert ez sokat jelent neki. - Glenn Close és Edwin Moses vendégszereplésével |                      |           |                                |